# Consciència de si mateix
Consciència de si mateix és una sensació més alta de consciència d'un mateix. No s'ha de confondre amb la consciència en el sentit de qualia. Històricament, "consciència de si mateix" (en anglès, self-consciousness) era sinònim de "autoconsciència", referint-se a un estat de consciència que un existeix i que té consciència. Tot i que "ser conscient de si mateix" i "autoconscient" encara s'utilitzen de vegades indistintament, especialment en filosofia, "autoconsciència" ha arribat a referir-se habitualment a una preocupació per un mateix, especialment per com els altres podrien percebre l'aparença o les accions d'un mateix. Es pot produir una sensació desagradable d'autoconsciència quan un s'adona que està sent observat o observat, la sensació que "tothom es mira" a un mateix. Algunes persones solen tenir més consciència que altres. Els sentiments desagradables d'autoconsciència de vegades s'associen amb timidesa o paranoia.
Entre els opositors de l'autoconsciència hi destaca en Thomas Carlyle.

## Deteriorament
Quan se sent autoconscient, un pren consciència fins i tot de la més petita de les pròpies accions. Aquesta consciència pot afectar la capacitat de dur a terme accions complexes. Es creu que l'adolescència és una època d'augment de l'autoconsciència. Una persona amb una tendència crònica a l'autoconsciència pot ser tímida o introvertida.

## Psicologia

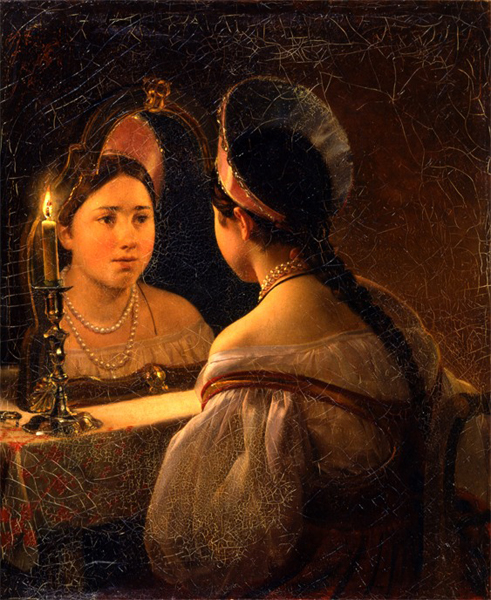
Svetlana es reflecteix al mirall (pintura de Karl Briullov, 1836).

A diferència de l'autoconsciència, que en un context filosòfic és ser conscient d'un mateix com a individu, la consciència de si mateix - ser excessivament conscient de l'aparença o la manera d'un mateix - pot ser de vegades un problema. L'autoconsciència sovint s'associa amb la timidesa i la vergonya, en aquest cas es pot produir una manca d'orgull i una baixa autoestima. En un context positiu, l'autoconsciència pot afectar el desenvolupament de la identitat, ja que és durant els períodes d'alta autoconsciència quan les persones s'acosten més a conèixer-se objectivament. L'autoconsciència afecta les persones en diferents graus, ja que algunes persones s'autocontrolen o s'impliquen constantment, mentre que d'altres són completament inconscients de si mateixes.
Els psicòlegs solen distingir entre dos tipus de consciència d'un mateix, la privada i la pública. La consciència privada és una tendència a introspectar i examinar el propi jo interior i els sentiments. La consciència pública és una consciència d'un mateix tal com és vist pels altres. Aquest tipus d'autoconsciència pot provocar autocontrol i ansietat social. Tant l'autoconsciència privada com la pública es veuen com trets de personalitat que són relativament estables al llarg del temps, però no estan correlacionats. Que un individu estigui alt en una dimensió no vol dir que estigui alt en l'altra.
Els diferents nivells d'autoconsciència afecten el comportament, ja que és habitual que les persones actuïn de manera diferent quan "es perden entre una multitud". Estar en una multitud, estar en una habitació fosca o portar una disfressa crea anonimat i disminueix temporalment l'autoconsciència. Això pot provocar un comportament desinhibit, de vegades destructiu.